# Radio 90 FM
Radio 90 FM est une station de radio locale du Rybnicki Okręg Węglowy (pl) basée à Rybnik (en 2005, son siège y est transféré de Wodzisław Śląski) et qui diffuse de la musique et de l'information 24 heures par jour. La radio a commencé à émettre le 13 octobre 1994.

## Histoire
Dès son début, la station est étroitement liée à la radio RMF FM (pl) de Cracovie. Au début, elle fonctionne comme une antenne locale à Wodzisław Śląski de cette station de radio. Elle ne diffuse que des nouvelles, des informations routières et des informations culturelles. Ce n'est qu'en 1996 qu'elle commence à diffuser son propre programme. La station commence à diffuser son propre programme de 9 heures à 13 heures, puis ajoute progressivement d'autres chaînes jusqu'à ce qu'elle devienne une chaîne fonctionnant 24 heures sur 24 avec son propre programme.
Les partisans de Radio 90 FM à l'époque sont notamment Bogna Komorowska-Jędrzejewska, Bartłomiej Bajerski, Joanna Mielimonka, Andrzej Mielimonka, Jan Smuda, Arkadiusz Krzywodajć (pl), Małgorzata Kmieciak, Mariusz Ryszka, Leszek Otawa et Józek Szymaniec.
Lors de la grande inondation de 1997, alors que le reste de la Pologne n'est même pas au courant de la catastrophe, les journalistes de la station de Wodzisław aident les habitants des petites villes environnantes et de Racibórz, qui avaient été dépouillés de tous leurs biens par l'eau. Le siège de la station, situé à l'époque sur la rue Młodzieżowa à Wodzisław-Kokoszyce, sert de point de collecte pour les victimes des inondations. Radio 90 FM envoie deux convois à Racibórz, qui est coupé de la Pologne par les eaux, et les deux arrivent sur place. La Radio 90 FM est honorée pour cela par le WOPR (pl). Plus tard, la rédaction s'installe dans l'un des locaux du domaine Dąbrówki à Wodzisław, d'où elle est transférée à Rybnik en 2005.
L'antenne émettrice est située sur la cheminée inférieure de la centrale électrique de Rybnik (90,0 MHz) et à Cieszyn (95,2 MHz). L'émetteur de réserve est le puits de Wodzisław Śl.-Jedłownik.
En mars 2022, dans un contexte d'invasion de l'Ukraine par la Russie, la station diffuse une émission de publicités pour soutenir financièrement des habitants d'Ukraine.

## Radio Jura
Le 10 janvier 2011, Radio 90 lance une nouvelle station à Częstochowa appelée Radio Jura,.